# Chrysler 300 (серія без літер)
«Chrysler 300» (Крайслер 300, серія без літер англ. Chrysler 300 non-letter series) — модель легкового автомобіля великого розміру, яка виготовлялась фірмою Крайслер з 1962 по 1971 рр., замінивши Chrysler Windsor 1961 року, який собою заповнив місце Chrysler Saratoga в лінійці автомобілів Chrysler.
300 позиціонувався нижче серії 300 «з літерами», маючи 4-дверні версії і йдучи паралельно з цією моделлю аж по припинення її виробництва у 1966 році. Він став єдиною моделлю 300 аж по 1971 рік, коли закінчилось виробництво.
Назва 300 повернулась в лінійку Chrysler у 1979 році як пакет опцій для купе Cordoba.

## 1962–1964

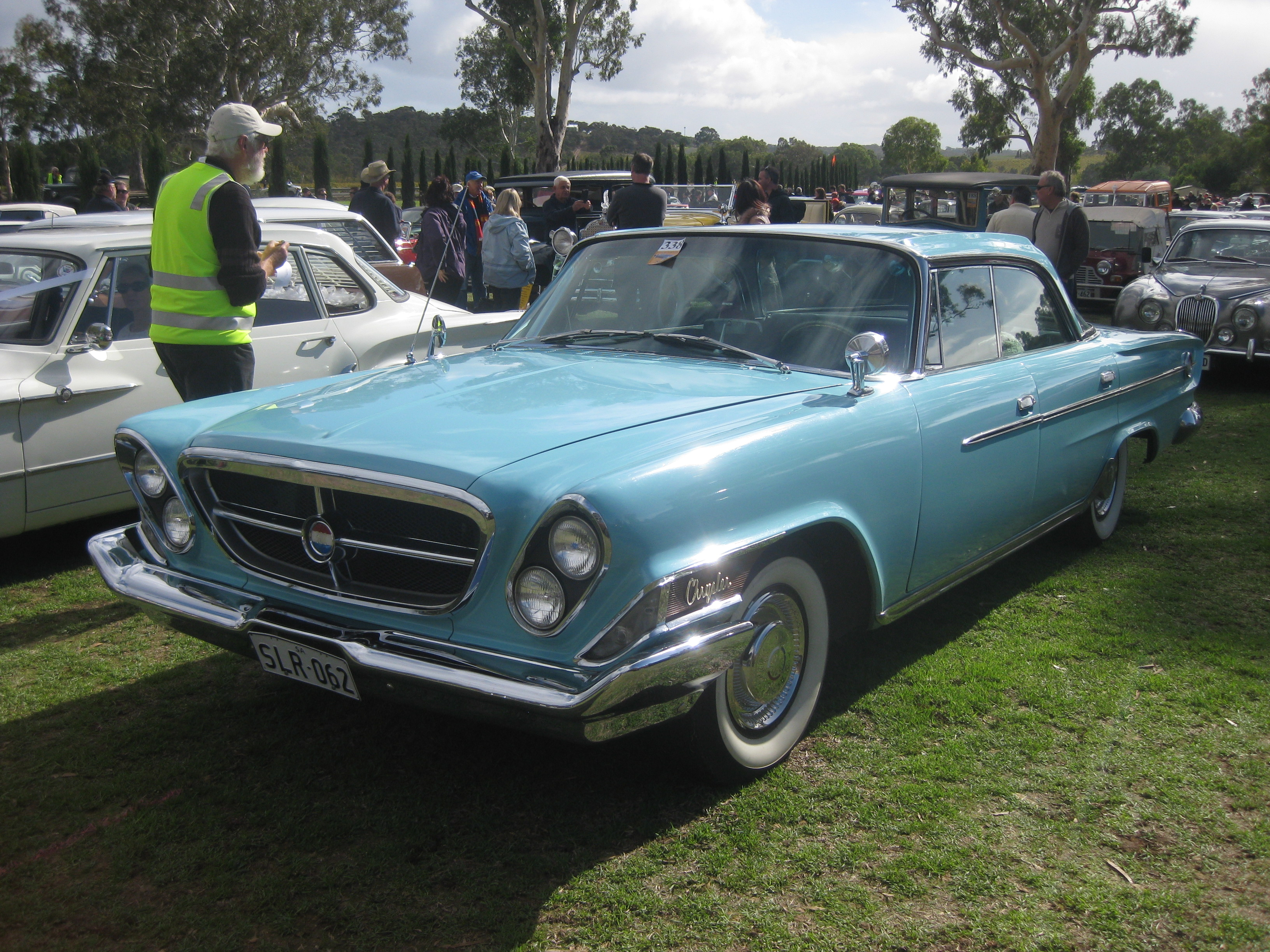
Модель 1962 року

Серію 300 без літер представили в 1962 році; вона продовжила серію з літерами в кузовах 4-дверний хардтоп і 4-дверний седан, додавши для вибору двигун 383 V8 (машини з літерами мали в стандарті 413 V8).

## 1965–1968

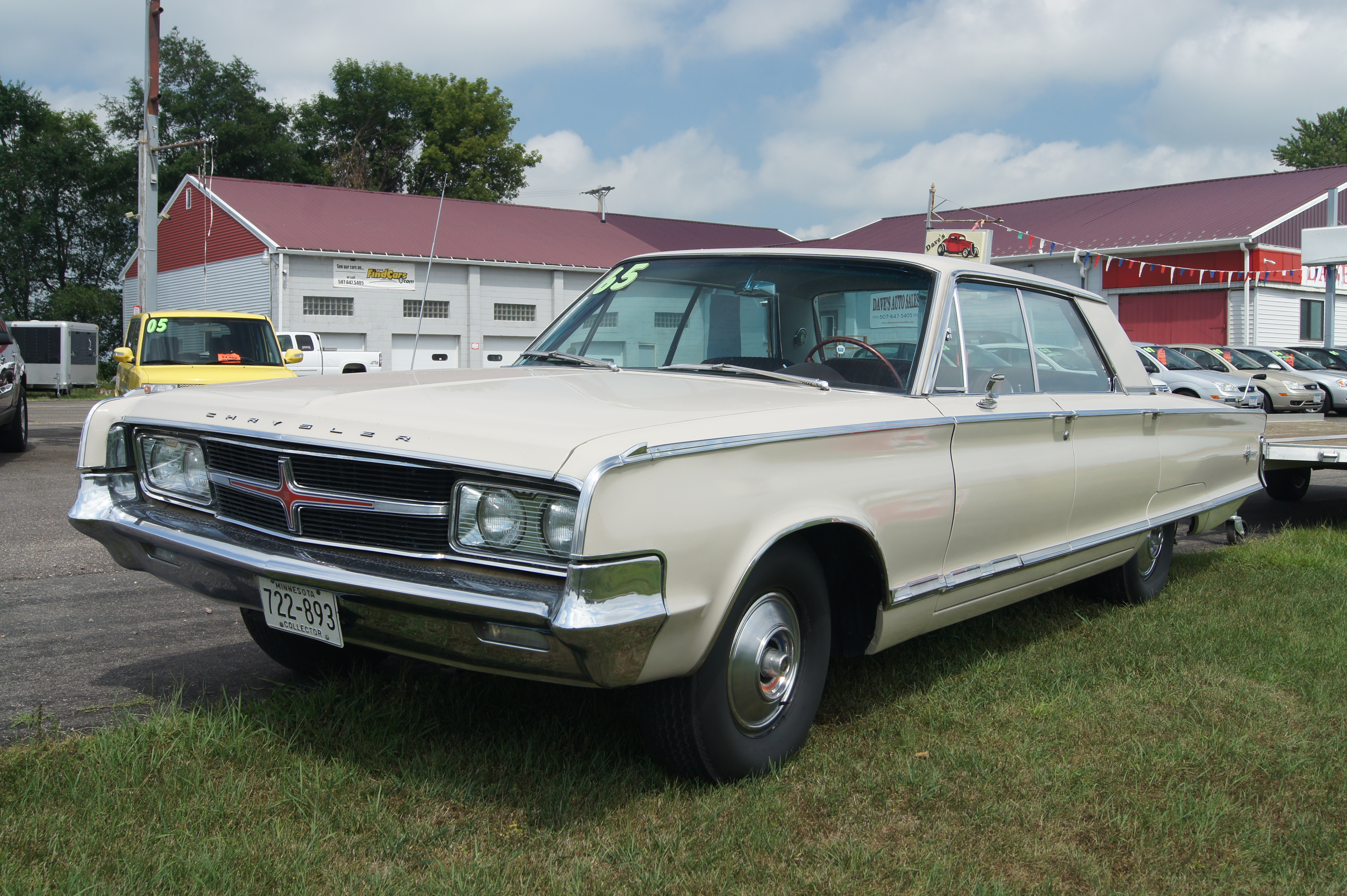
Модель 1965 року

В 1966 році було припинене виробництво серії з літерами Chrysler 300, двигун 440 V8 замінили на 413 V8, і модель отримала незначне оновлення зовнішності.

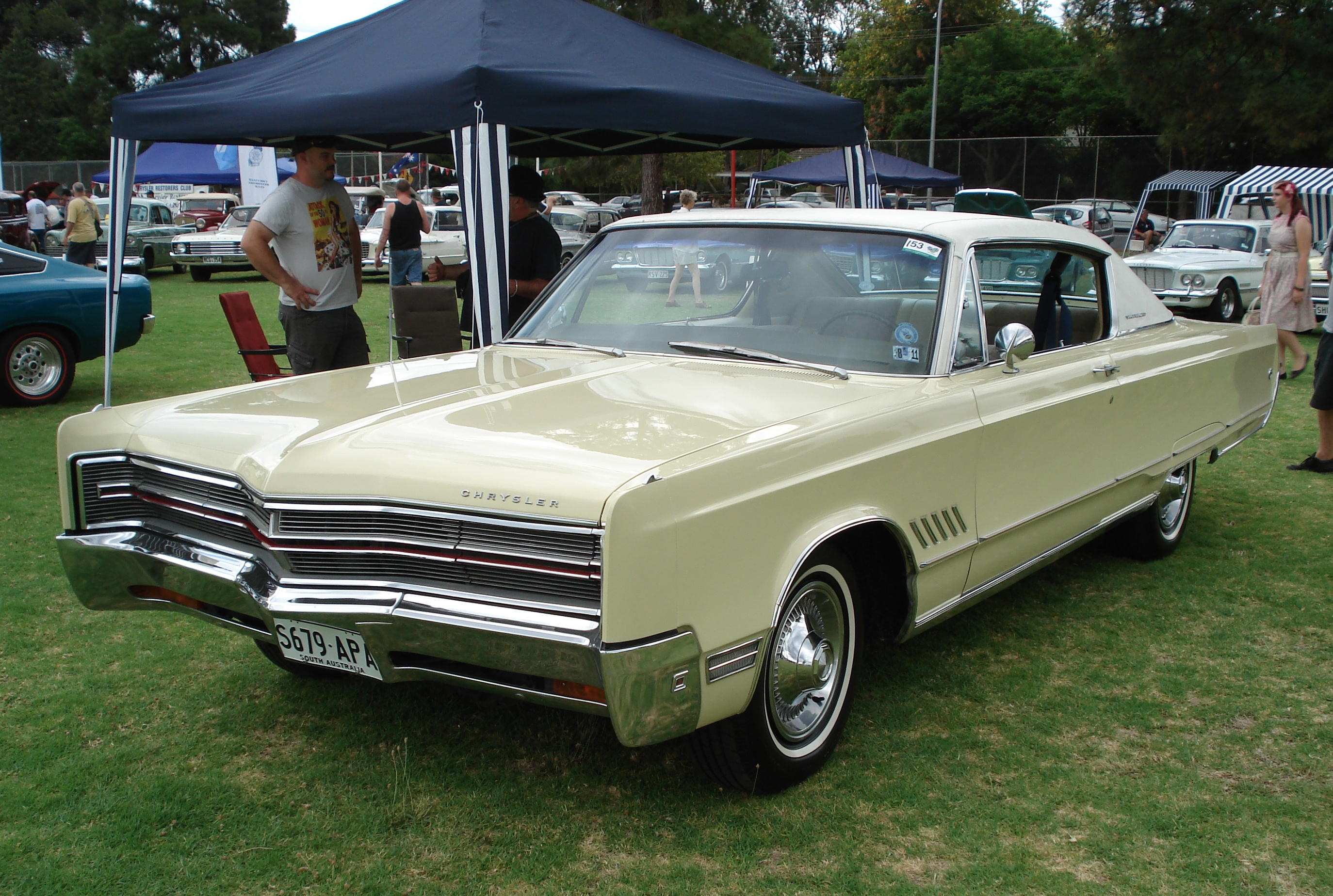
Модель 1968 року

В 1967 році були внесені чергові нововведення, які відчутно змінили стиль передньої і задньої частин автомобіля. 4-дверний седан був відкинений з лінійки (залишивши 4-дверний хардтоп), 440 двигун V8 став стандартним і єдиним доступним агрегатом в двох видах: базовий і більш потужний TNT. Фейсліфтинг 1968 року приніс приховані щитками передні фари зі сервоприводом, які стали фірмовою рисою моделі 300 аж по 1971 рік.

## 1969–1971

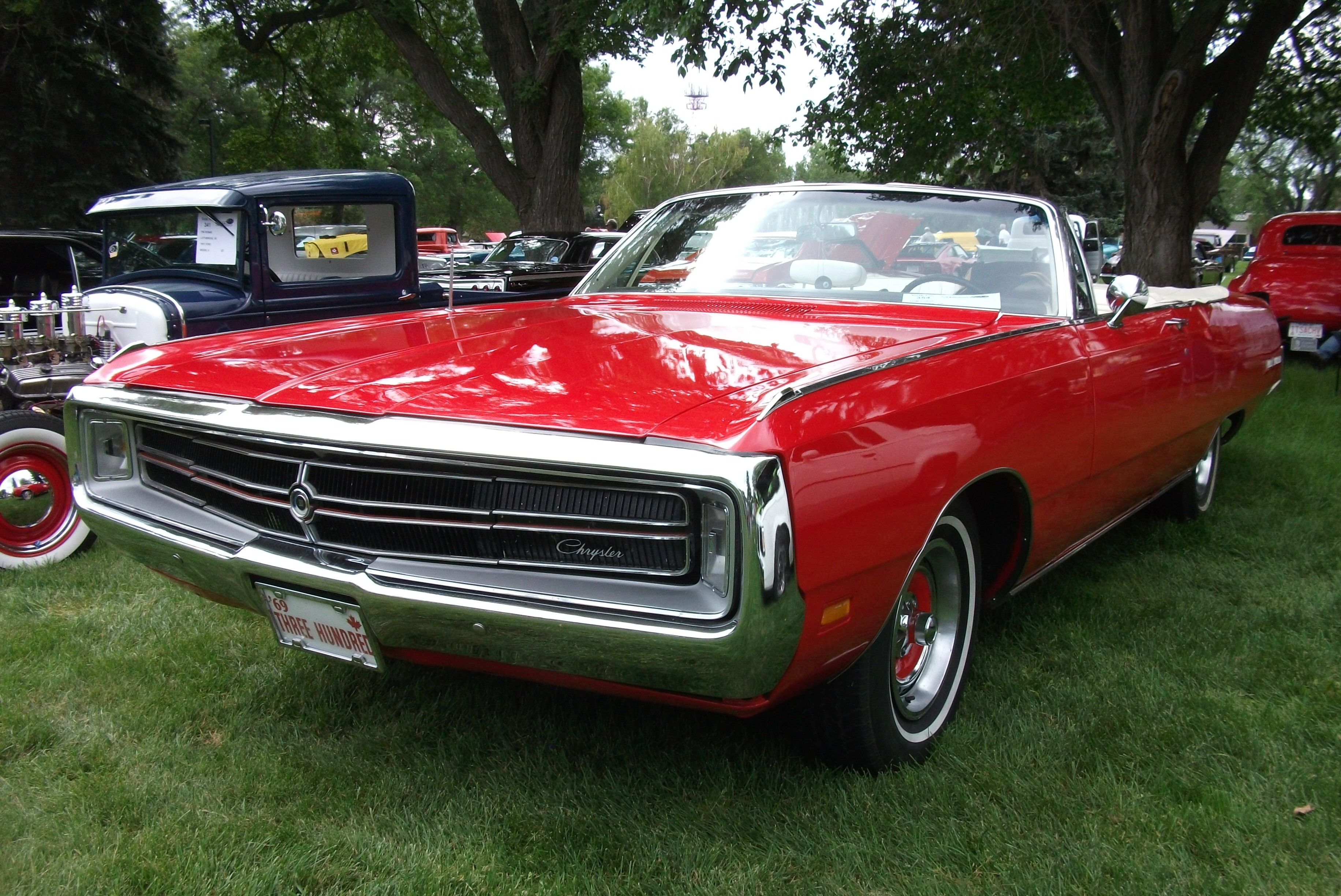
Модель 1969 року

В 1969 році автомобіль отримав характерний «фюзеляжний стиль», а також два варіанти двигуна на вибір: 440 і 440 TNT.
В 1970 році, беручи приклад з Oldsmobile, представили модель 300 Hurst, яка пропонувався в кольорі спінакер білий із золотими вставками на капоті, багажнику й смугами вздовж кузова, та зі шкіряним інтер’єром кольору сатинової засмаги; заряджений 375 к. с. (280 кВт) 440 куб. дюймовим (7,2 л) TNT V8, тоді як лімітована версія мала 485.
В 1971 році кабріолет більше не пропонувався, оскільки Chrysler зупинив виробництво кабріолетів по всій лінійці.

## 1979

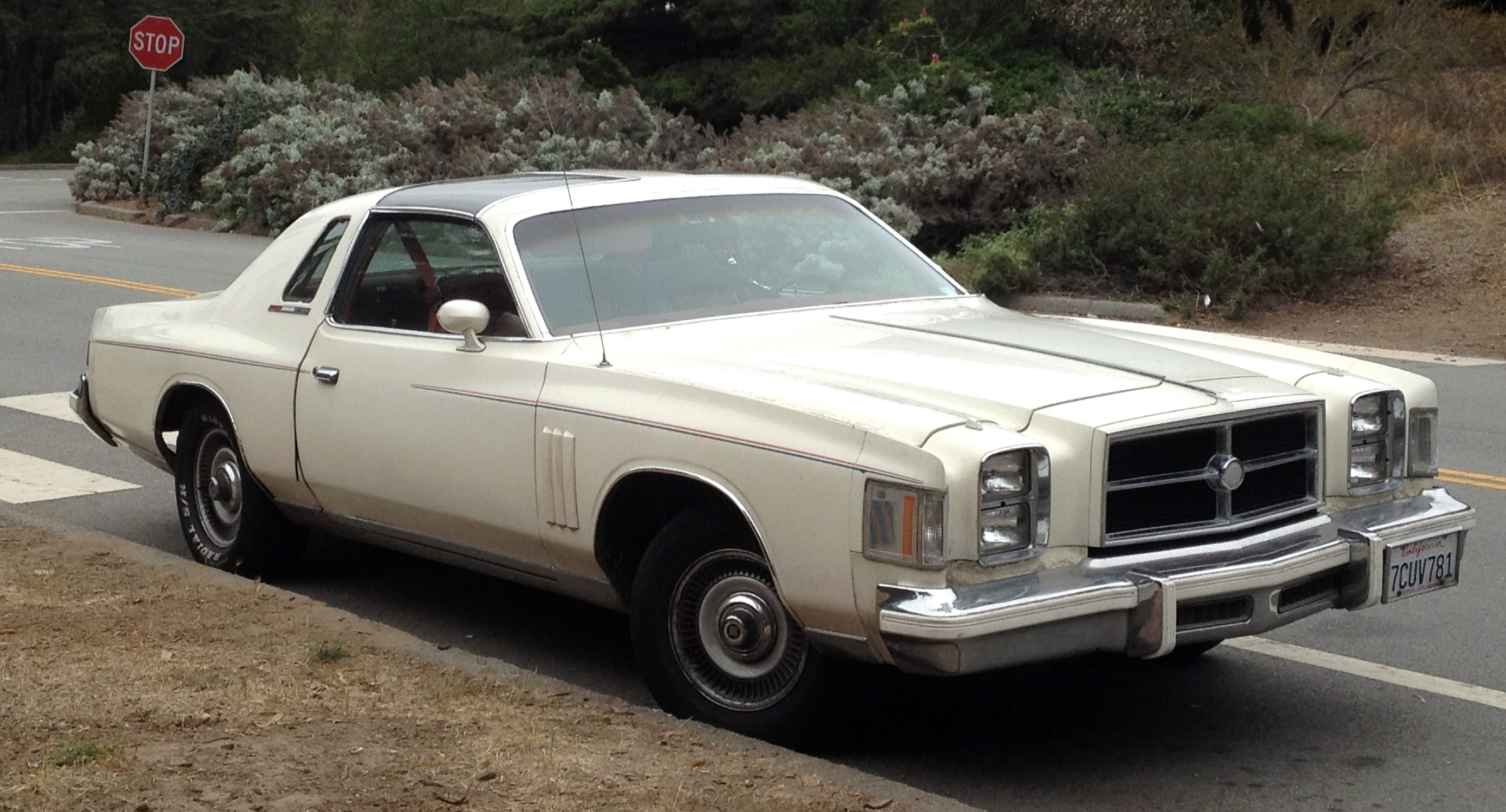
Cordoba 1979 року, з опційним пакетом «300»

Назва 300 повернулась в лінійку Chrysler весною 1979 року; цього разу базувалась на купе Cordoba. 300 був опційним пакетом за $2,040, включаючи особливі емблеми і з решіткою радіатора в традиційному хрестоподібному стилі 300. Він був доступний в кольорі спінакер білий (можливо 30 були пофарбовані в ралійний червоний) з червоним шкіряним інтер’єром і червоними смужками. Модель прийшла з кодовим E58 195 к. с. (145 кВт) 360 куб. дюймовим (5,9 л) V8, з 4-камерним карбюратором, розподільним валом, і подвійним вихлопом. Інші особливості включали підвіску для поліцейської модифікації з колесами розміром 15"x7", торсіони/ресори/амортизатори напруженого режиму, і передавальне число задньої передачі 3.23. Погіршене внутрішнє економічне становище США, яке призвело до рецесії початку 1980-х відбилось на низькому попиті і було побудовано менше, ніж 2,900 машин. Модель 300 планувалась для 1980 модельного року, використовуючи базу нового Cordoba другої генерації (заснований на вкороченій платформі Chrysler J), але замість того називався «LS».